# Émile et Jean-Louis Bertrand
Pour les articles homonymes, voir Émile Bertrand et Bertrand.
Émile et Jean-Louis Bertrand sont deux frères, tous deux combattants de la Résistance.

## Émile Bertrand
Né le 18 mai 1920 à Lyon, il est le symbole de la Résistance à Décines-Charpieu.
À l'âge de 23 ans seulement, en 1943, il dirigeait un groupe de combat de Francs-tireurs et partisans français (F.T.P.F) de la région Lyonnaise, créé avec l'aide d'Auguste Gagneux, Pierre Blanc et Olga Blanc sa fiancée. Il fit de nombreuses et audacieuses actions contre l'occupant et ses complices.  
Il fut arrêté le 6 octobre 1943 avec sa mère, sa sœur et son ami Pierre Blanc (qui sera ensuite déporté à Dachau). 
Après avoir subi d'odieuses tortures sans parler, il comparut devant la section spéciale de la cour d'appel de Lyon et fut condamné à mort et guillotiné à la prison Saint-Paul de Lyon. 
Le 3 novembre, Élie Mignot, commandant militaire F.T.P.F pour dix-sept départements du Sud-Ouest, emprisonné depuis le 6 août, put apercevoir de la fenêtre grillagée de sa cellule, le jeune patriote enchaîné au poignet et aux chevilles conduit jusqu'au lieu du supplice. Aussitôt, il alerta ses compagnons de cellules et une vibrante "Marseillaise" accompagna le jeune F.T.P avant de monter à l'échafaud. Émile Bertrand refusa la dernière cigarette et le dernier verre de rhum et déclara : "Je n'ai jamais rien accepté des ennemis des travailleurs, et de la France, ce n'est pas au moment de mourir que je le ferai" et il joignit sa voix à celles de ses camarades : "Au armes, citoyens ..." Le couperet du bourreau arrêta sa "Marseillaise".

## Jean-Louis Bertrand
Né le 21 septembre 1913 à Lyon, engagé volontaire dans les brigades internationales pour défendre l'Espagne républicaine contre le nationalisme de Franco, dès le début de l'Occupation, il s'engage dans la Résistance pour lutter contre le régime de Vichy complice d'Adolf Hitler, il trouve la mort à Montchal, au  maquis de la vallée d'Azergues, lors d'une attaque de policiers, gendarmes et GMR organisée et dirigée par le préfet de la Loire André Boutemy, le 19 mars 1944.
Sa fille, Mireille Bertrand,  née le 15 novembre 1941, s'engagera plus tard en politique et deviendra membre du Bureau politique du Parti Communiste Français.

## Hommage
- Au cimetière de Décines-Charpieu a été érigée une stèle où reposent les deux héros avec leur sœur, Virginie Didier qui fut elle-même condamnée aux travaux forcés en raison de son action dans la Résistance, leur frère Xavier Bertrand qui s'engagea dans les maquis de l'Ain et leurs parents.
- À Décines, il y a une rue Émile-et-Jean-Louis-Bertrand
- A Vaulx-en-Velin, une rue porte le nom des frères Bertrand

### Plaque(s) commémorative(s) de la prison Saint-Paul
Après la guerre, à l'entrée de l'ancienne prison Saint-Paul, une plaque commémorative en l'honneur d'Émile Bertrand et 7 autres résistants fusillés (Auguste Collomb, Simon Frid, etc.) indiquait "tombés sous les balles nazies". En réalité, tous ces hommes ont été arrêtés, jugés et condamnés par les autorités françaises.

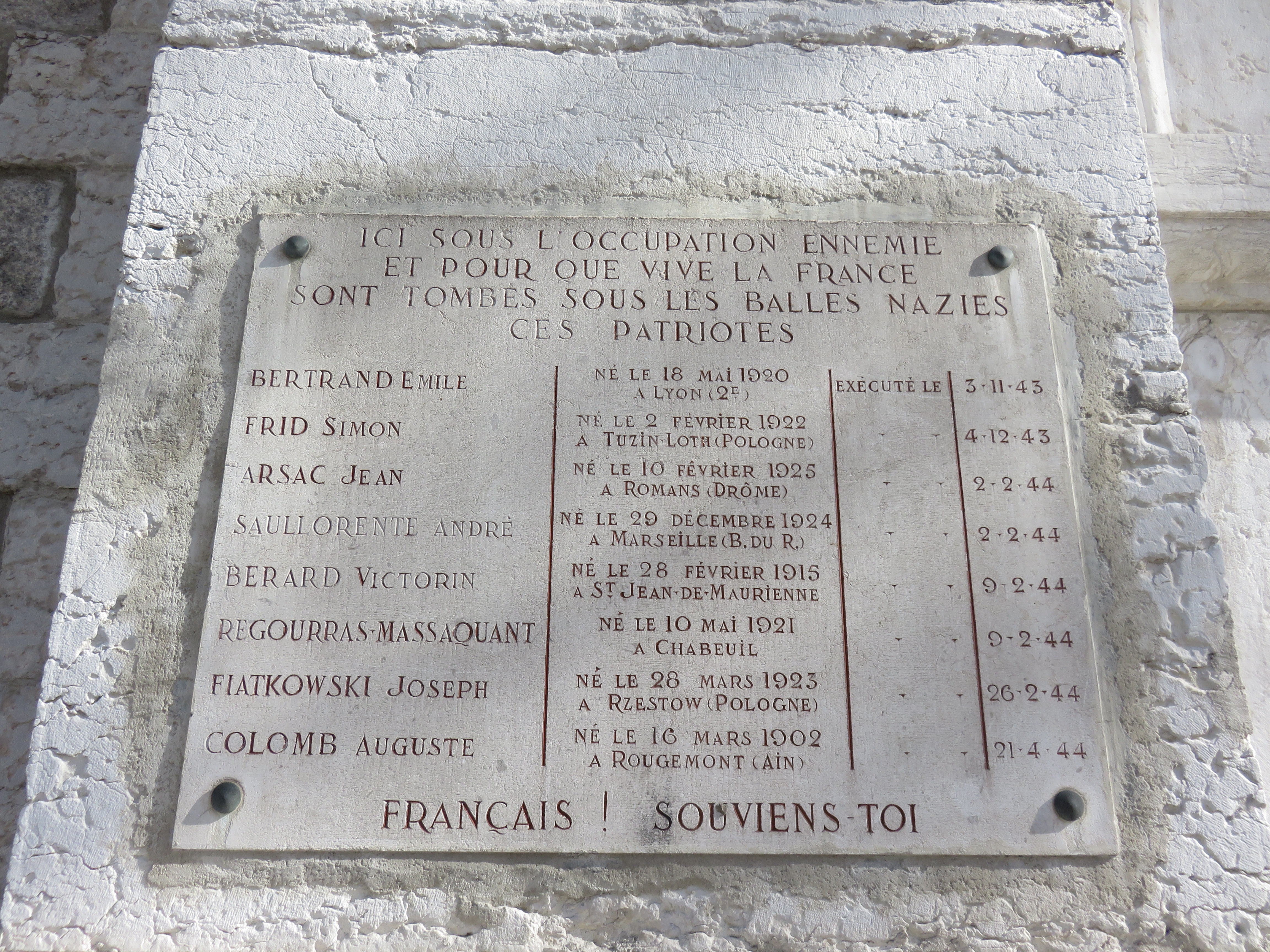

Pendant de nombreuses années, les familles des victimes ont demandé une nouvelle plaque rectifiant l'histoire. C'est finalement l'Université catholique, nouveau propriétaire des lieux depuis 2013, qui a pris en charge le financement d'une plaque "rectificative", fixée à la gauche de l'ancienne.